# 石家庄东站
石家庄东站位于中国河北省石家庄东开发区北部，为石济客运专线的一座鐵路車站，于2017年12月28日启用。石家庄东站是石家庄铁路枢纽的辅助客运站，与石家庄站、石家庄北站一同组成了“一主两辅”的客运布局。

## 历史
- 石家庄东站工地附近的小区（2016年6月）

在京石客运专线规划过程中，一种方案是京石客运专线沿京珠高速公路引入石家庄市，在位于裕华区二十里铺乡附近设石家庄东站作为石家庄新客站。此规划中的石家庄东站为京广高速铁路上的车站，主要办理高速列车的旅客乘降。